# 薩邁爾
薩麥爾（轉寫：Sammāʾēl；阿拉伯文：سمسمائيل，Samsama'il或سمائل，Samail、Smal、Smil、Samil或Samiel），希伯來文含義為「被神垂聽」。而薩麥爾為撒旦原名的理論，以及代表七宗罪中的憤怒，甚至指稱其名有「神的惡意」或「神的毒物」之含義。在《聖經》中，薩麥爾則是一位先知的名字，於猶太法典《塔木德》及其後來的傳說中，薩邁爾則是一位重要的天使長。且被視為羅馬帝國的庇護人。
傳說中，薩麥爾被視為天軍之一（經常執行冷酷而具有毀滅性的任務），在猶太傳說中，薩麥爾的最為重要的角色則是死亡天使。即使他似乎想教人作惡，但他仍然是主的僕人之一。雖然薩麥爾被稱為第五重天的天使首領，但據信他實際處於第七重天中。

## 猶太教中的薩麥爾
根據傳說，它曾是神左右兩旁的得力助手，據說在神造人之初，因為薩麥爾的功勞最大，故被神授予職權，掌管人類的生死，所以薩麥爾也叫做「死亡天使」。直到有一天，神要求薩麥爾向亞當跪拜，並臣服於他，薩麥爾聽到後，便不滿的說：「為何要我這聖火所生的天使，去跪拜一個區區塵土所造的人類。」說完，從此之後，便離開了天國或伊甸園，選擇與神和眾天使們，截然不同的道路，直到遇到了莉莉絲，便成為了代表憤怒的魔王。
在《The Holy Kabbalah》（Arthur Edward Waite，255）中，薩麥爾被視為「神的嚴厲」，是位列四世界中創造之界（Beri'ah）的第五天使長。據《光輝之書》（Zohar 3:76b-77a）述，薩麥爾將伊謝絲‧澤努尼姆（英語：Eisheth Zenunim）、拿瑪（英語：Naamah）以及阿格拉特·巴特·馬哈拉特（英語：Agrat Bat Mahlat）三人作為其配偶。薩麥爾的這三位配偶，被稱為三位聖妓天使。
一些文獻中，薩麥爾有時會與卡麥爾混淆，卡麥爾是上帝的天使長，他的名字的意思是「逐尋神之人」。
據說巴爾·謝姆（英語：Baal Shem）曾經召喚了薩麥爾，命其聽命於自己。（《Tales of the Hasidim》，Martin Buber著。Book 1，第77頁。）

## 諾斯底思想中的薩麥爾
諾斯底思想中，有七名墮天使成為惡魔，但是這些說法不符合《聖經》，一般來源於傳統或者傳說。
| 星名（漢語名稱）   | 罪惡 | 大天使     | 英文名  |
| ------------------ | ---- | ---------- | ------- |
| 朱庇特（木星）     | 傲慢 | 薩達基艾爾 | Zadkiel |
| 月（月）           | 忌妒 | 加百列     | Gabriel |
| 瑪爾斯（火星）     | 憤怒 | 薩麥爾     | Samael  |
| 維納斯（金星）     | 淫欲 | 阿尼爾     | Aniel   |
| 薩圖爾努斯（土星） | 怠惰 | 卡夫傑爾   | Kafziel |
| 日（日）           | 貪婪 | 拉斐爾     | Raphael |
| 墨丘利（水星）     | 虛偽 | 米迦勒     | Michael |